# Der letzte Walzer (Operette)
Der letzte Walzer ist eine Operette in drei Akten von Oscar Straus. Das Libretto verfassten Julius Brammer und Alfred Grünwald. Uraufführung war am 12. Februar 1920 am Berliner Theater in Berlin. Fritzi Massary spielte dabei die weibliche Hauptrolle. Nicht zuletzt durch ihre Kunst wurde das Werk ein großer Erfolg.

## Orchester
Zwei Flöten, zwei Oboen, zwei Klarinetten, zwei Fagotte, vier Hörner, zwei Trompeten, drei Posaunen, eine Harfe, eine Celesta, eine Mandoline, großes Schlagwerk und Streicher

## Handlung
Die Operette spielt in einem Schloss in Russland wenige Jahre vor Beginn des Ersten Weltkrieges (um 1910).
Prinz Paul ist ein alter Schwerenöter. Besonders die hübsche junge Vera Lisaweta hat es ihm angetan. Als er mit ihr ein Techtelmechtel beginnen möchte, sie ihn aber abblitzen lässt, wird er zudringlich. Glücklicherweise ist Graf Dimitri Sarrasow in der Nähe, ein wahrer Gentleman. Er greift sofort beherzt ein und beschützt die Dame. Für beide ist es Liebe auf den ersten Blick. Der heimtückische Prinz Paul beruft ein Femegericht ein, das den Grafen zum Tode verurteilt. Bis zu seiner Hinrichtung wird er im Schloss gefangen gehalten.
Um sich an der schönen Vera Lisaweta zu rächen, hat der Prinz dafür gesorgt, dass sie den alten General Krasinski heiraten muss. Heute wird Polterabend gefeiert. Dem gefangenen Grafen wird gestattet, auf dem Ball seinen letzten Walzer zu tanzen. Als Bedingung müsse er jedoch sein Ehrenwort geben, die kurze Freiheit nicht zur Flucht zu missbrauchen. Graf Sarrasow verspricht es. Auf dem Ball erkennt er sofort, dass die Braut niemand anders ist als die vornehme Dame, der er einst seinen Schutz vor dem zudringlichen Prinzen angedeihen ließ, und auch sie erkennt ihren Beschützer wieder.
Vera setzt alles daran, ihrem Geliebten zur Flucht zu verhelfen. Zunächst gehört zu ihrem Plan, dass Dimitry sein Ehrenwort bricht, kurz darauf aber scheinbar reumütig zurückkehrt und sich abführen lässt.
Prinz Paul hofft immer noch, die schöne Vera für sich gewinnen zu können. Gleich am Morgen nach dem Ball lädt er sie in seinen Salon ein. Vera nutzt die Gelegenheit, ihren heimtückischen Verehrer nach allen Regeln der Kunst zu verführen. Nur allzu gerne lässt sich dieser auf das Spiel ein. Als er sich am Ziele wähnt, trotzt ihm Vera das Versprechen ab, ihr einen Tag lang das Kommando auf dem Schloss zu übertragen. Sogleich befiehlt sie der Dienerschaft, den gefangenen Grafen in die Schlosskapelle zu bringen. Dort findet eine Blitztrauung der beiden Liebenden statt.
Prinz Paul merkt zu spät, dass er von Vera hereingelegt worden ist. Er zeigt sich jedoch als fairer Verlierer und lässt das junge Paar ziehen.

## Verfilmungen
- Deutschland 1934: Unter der Regie von Georg Jacoby spielten Adele Sandrock, Ernst Dumcke, Susi Lanner, Ivan Petrovich und Camilla Horn die Hauptrollen. Paul Hühn bearbeitete die Musik unter Verwendung der Melodien von Oscar Straus. Das Lexikon des internationalen Films kommt zu dem Schluss, es handle sich um „prunkvoll ausgestattetes deutsches Vorkriegskino“.
- Der letzte Walzer, Deutschland 1953: Bei dem Remake führte Arthur Maria Rabenalt die Regie. Diesmal spielten Eva Bartok, Curd Jürgens, O. E. Hasse, Siegfried Breuer, Rudolf Schündler, Erni Mangold und Anneliese Kaplan die Hauptrollen. Wieder war die Musik von Oscar Straus nicht im Original, sondern nur in einer Bearbeitung von Bruno Uher zu hören. Das Lexikon des internationalen Films urteilt: „Halbwegs schwungvolle, von den populären Melodien getragene Neuverfilmung der romantischen Oscar-Straus-Operette.“
- Deutschland 1973: Eine Fernsehverfilmung des ZDF in Farbe mit Marika Rökk, Ivan Rebroff, Fritz Tillmann, Ernst Waldbrunn u. v. a.[1]